# Салдус округ
Салдус округ (лет. Saldus rajons, рус. Салдусский район) је округ у републици Летонији, у њеном јужном делу. Управно средиште округа је истоимени градић Салдус. Округ припада историјској покрајини Курземе.

Салдус округ је унутаркопнени округ у Летонији. То је и погранични огруг према Литванији на југу. На истоку се округ граничи са округом Добеле, на североистоку са округом Тукумс, на северозападу са округом Кулдига и на западу са округом Лиепаја.

## Градови
- Салдус
- Броцони